# Peperomia eripipunctulata
Peperomia eripipunctulata är en pepparväxtart som beskrevs av William Trelease. Peperomia eripipunctulata ingår i släktet peperomior, och familjen pepparväxter. Inga underarter finns listade i Catalogue of Life.